# Manuel Gil Maestre
Manuel Gil Maestre (Salamanca 1844 - Madrid, abril de 1912) va ser un jurista, sociòleg, polític i escriptor espanyol.

## Biografia
Nascut a Salamanca vers 1844 o 1845, era fill de l'advocat i diputat Álvaro Gil Sanz. Va ser governador civil de Barcelona en 1883, i autor d'obres com La criminalidad en Barcelona y en las grandes poblaciones (1886), en el qual tracta entre altres temes el de la prostitució a la ciutat; Los malhechores de Madrid (1889); Los problemas del trabajo y el socialismo (1897) o El anarquismo en España y en especial el de Barcelona (1897), una obra influïda pel criminalista italià Cesare Lombroso sobre l'anarquisme de fin de siècle; entre d'altres. També va ser magistrat de l'Audiència de Girona.
Membre corresponent de la Reial Acadèmia de la Història i col·laborador de publicacions periòdiques com Revista Contemporánea Salmantina, La América, Revista de España, Revista del Círculo Agrícola Salmantino, La Correspondencia Médica, Revista Contemporánea o El Adelanto de Salamanca —de la que en va ser director—, va morir a Madrid l'abril de 1912.